# محرشفة العرف الغمولتزكية
محرشفة العرف الغمولتزكية (الاسم العلمي:Lepidolopha gomolitzkii) هي نوع من النباتات تتبع جنس محرشفة العرف من الفصيلة النجمية.